# Зуева, Татьяна Михайловна
Татьяна Михайловна Зуева (4 [17] января 1905, Губино, Бронницкий уезд, Московская губерния — 6 июня 1969, Москва) — советский государственный и политический деятель, министр культуры РСФСР.

## Биография
Родилась 4 [17] января 1905 года в деревне Губино Ашитковской волости Бронницкого уезда Московской губернии в семье крестьян Михаила Васильева и Параскевы Филипповой Зуевых, крещена в день рождения. Член ВКП(б).
С 1940 года — на общественной и политической работе. В 1930—1962 гг. — инструктор, заведующая женотделом Бронницкого укома партии, заведующая сектором подготовки кадров ВЦСПС, заведующая Отделом культурно-просветительских учреждений Управления пропаганды и агитации ЦК ВКП(б), председатель Комитета по делам культурно-просветительных учреждений при СНК — СМ РСФСР, заместитель председателя СМ РСФСР, министр культуры РСФСР, заместитель председателя президиума Союза советских обществ дружбы и культурной связи с зарубежными странами.
Избиралась депутатом Верховного Совета РСФСР 2-го, 3-го, 4-го созыва, Верховного Совета СССР 3-го, 4-го созывов.
Умерла 6 июня 1969 года в Москве. Похоронена на Новодевичьем кладбище, участок 7, ряд 8.

## Награды
- орден Трудового Красного Знамени (20.01.1955)